# 喬科魯阿 (新罕布什爾州)
喬科魯阿（英語：Chocorua）是位於美國新罕布什爾州卡羅爾縣的非建制地區。

## 歷史
喬科魯阿的郵局自1874年營運至今。

## 地理
喬科魯阿所處的海拔為高於海平面160米（即525英呎），而該地所採用的時區為UTC-5，即北美东部时区（EST）。同時該地設有夏令時間，為UTC-5調快一小時，即UTC-4（EDT）。